# 아서 루이스
윌리엄 아서 루이스 경(Sir William Arthur Lewis, 1915년 1월 23일 ~ 1991년 6월 15일)은 세인트루시아의 경제학자이다. 1979년에 노벨 경제학상을 받았다. 아서 루이스는 평화상을 제외한 부문에서 노벨상을 받은 최초의 흑인이기도 하다.

## 생애
1915년에 세인트루시아의 캐스트리스에서 태어났다. 런던 정치경제대학교에서 수학하고 1938년부터 동 대학에서 교편을 잡았다. 1948년에는 맨체스터 대학교의, 1963년에는 프린스턴 대학교의 경제학 교수가 되었다. 루이스는 1958년부터 유엔에 의해 가나의 경제 고문으로 파견되었는데, 그는 자신이 제3세계 출신임을 잊지 않고 연구의 초점을 개발도상국의 빈곤과 경제 문제에 맞추었다. 1991년에 바베이도스의 브리지타운에서 별세하였다.

## 서훈
- 1963년 Knight Bachelor (기사 작위) - 세인트루시아가 영국 연방에서 독립한 것은 1979년의 일로, 세인트루시아의 독립과 아서 루이스의 기사 작위 서임은 관계가 없다.